# Beto O'Rourke
Pour les articles homonymes, voir O'Rourke.
Robert Francis O'Rourke, dit Beto O'Rourke, né le 26 septembre 1972 à El Paso (Texas), est un homme politique américain. Membre du Parti démocrate, il est élu du Texas à la Chambre des représentants des États-Unis de 2013 à 2019.
Il est le candidat du parti démocrate lors des élections de 2018 pour le Sénat des États-Unis mais est battu par le sénateur sortant Ted Cruz, membre du Parti républicain. En 2019, il se présente aux primaires démocrates pour l'élection présidentielle américaine de 2020 mais se retire de la course avant le début officiel des primaires. En 2022, il est le candidat démocrate au poste de gouverneur du Texas, mais perd contre le républicain sortant Greg Abbott.

## Biographie

### Origines et enfance
Robert Francis O’Rourke naît le 26 septembre 1972 à El Paso, où sa famille irlando-américaine est installée depuis quatre générations. Sa mère, Melissa, travaillait dans un magasin de meubles, dont elle est devenue propriétaire. Son père, Pat, a été juge et élu démocrate du comté d'El Paso ; il devient républicain en 1996 pour se présenter au Congrès, sans succès. Bilingue anglais-espagnol, Robert acquiert le surnom « Beto », diminutif hispanique de Roberto, dans son enfance.

### Carrière professionnelle
Dans les années 1990, il est le guitariste de Foss. Le groupe d'indie rock, dont Cedric Bixler-Zavala est le batteur, sort deux albums. En 1995, il sort diplômé de Columbia en littérature anglaise. Il travaille alors pour plusieurs start-up de design web à Manhattan. Il revient ensuite à El Paso et crée son entreprise, Stanton Street Technology.

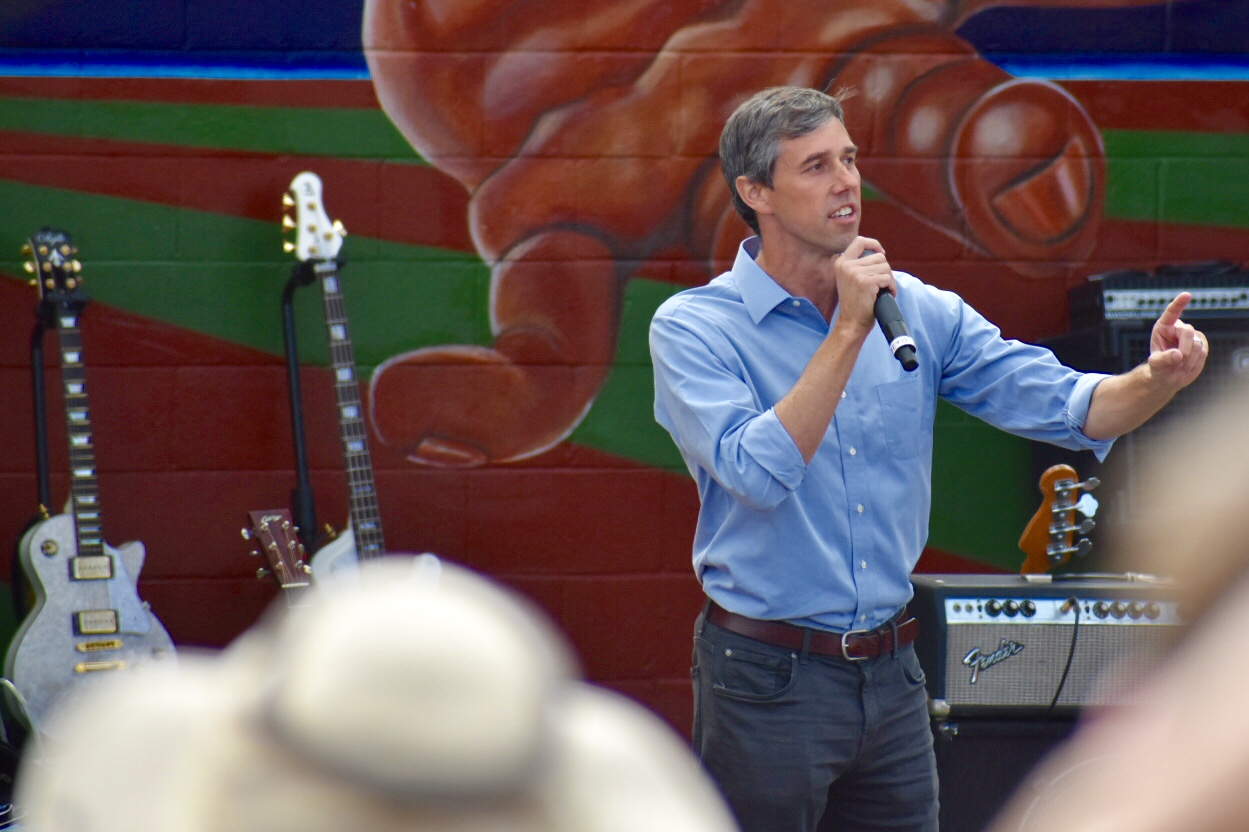
O'Rourke en campagne à Austin en 2018.

### Carrière politique
Il est élu conseiller municipal d'El Paso en 2005, en battant le conseiller sortant. Il siège à la ville jusqu'en 2011.
En 2012, il se présente à la Chambre des représentants des États-Unis dans le 16e district du Texas, comprenant la ville d'El Paso. Lors de la primaire démocrate, il affronte le représentant sortant, Silvestre Reyes, élu depuis huit mandats. Reyes est soutenu par Barack Obama et Bill Clinton. De son côté, O'Rourke reçoit le soutien d'un super PAC anti-sortant (la Campaign for Primary Accountability) et du journal El Paso Times. Reyes attaque O'Rourke pour sa position en faveur de la légalisation du cannabis tandis que ce dernier critique le représentant sortant pour avoir fait bénéficier sa famille de fonds de campagne. Au terme d'une campagne négative, O'Rourke l'emporte avec 50,5 % des voix contre 44,4 % pour Reyes. Il est alors le favori pour l'élection générale face à la femme d'affaires républicaine Barbara Carrasco, le district ayant voté à 66 % pour Obama en 2008. Il est élu représentant avec 65,4 % des voix. Il est réélu en 2014 avec 67,5 % des suffrages. Candidat à un nouveau mandat en 2016, il remporte largement la primaire démocrate avec 85,6 % des voix. Aucun républicain n'est candidat face à lui en novembre.
Au printemps 2017, O'Rourke annonce sa candidature au Sénat des États-Unis face au républicain Ted Cruz. Dans les trois mois qui suivent, il réussit à lever plus de fonds que son adversaire, pourtant ancien candidat à l'élection présidentielle. Cruz rattrape cependant son retard durant l'automne et repasse devant le démocrate, qui refuse l'argent des comités d'action politique. En mars 2018, O'Rourke remporte la primaire démocrate avec 61 % des suffrages face à deux autres candidats. Durant la campagne, il visite les 254 comtés du Texas et attire de nombreuses personnes dans ses meetings grâce à son charisme,,, certains médias le comparant à Barack Obama, ou John Fitzgerald Kennedy. Au soir de l'élection générale, après une compétition serrée, il est finalement battu par Ted Cruz, récoltant 48,3 % des voix. C'est le meilleur score obtenu par un démocrate à cette élection depuis celle de 1988 où le sénateur démocrate sortant Lloyd Bentsen avait été réélu pour un quatrième mandat.
Malgré sa défaite, O'Rourke est considéré comme une « étoile montante » au sein du Parti démocrate et son nom est évoqué pour affronter Donald Trump lors de l'élection présidentielle américaine de 2020. Le 14 mars 2019, il annonce sa candidature à l'investiture démocrate pour l'élection présidentielle de 2020. Malgré un début de campagne prometteur, il ne parvient pas à s'imposer face à ses adversaires et n'est crédité que d'environ 2 % des intentions de vote au mois d'octobre 2019. Il suspend finalement sa campagne le 1er novembre 2019, trois mois avant le début officiel des primaires. Il déclare « bien que cela soit difficile à accepter, il m’apparaît désormais évident que cette campagne n’a pas les moyens pour avancer avec succès » et « nous œuvrerons pour nous assurer que le candidat démocrate soit victorieux face à Donald Trump en 2020 ».
En novembre 2021, il annonce sa candidature à l'élection de 2022 pour le poste de gouverneur du Texas. Il remporte très largement la primaire démocrate de mars et affronte le gouverneur sortant Greg Abbott lors de l'élection générale. Sa campagne est notamment centrée sur le droit à l'avortement, totalement interdit dans l'État après le renversement de l'arrêt Roe v. Wade, et le contrôle des armes à feu, après qu'une fusillade à Uvalde ait fait 22 morts en mai 2022. Il perd l'élection du 8 novembre contre Abbott, qui est alors réélu pour un troisième mandat.

### Vie privée
Dans les années 1990, O'Rourke est arrêté pour cambriolage pour avoir franchi la clôture de l'université du Texas à El Paso, mais il n'est pas poursuivi. À la même époque, il est arrêté pour conduite en état d'ivresse, sans être condamné. Ces affaires sont mises en avant par Reyes, lors de sa campagne de 2012 pour le Congrès.
O'Rourke épouse Amy Sanders et le couple a trois enfants.

## Positions politiques
Les analystes politiques classent O'Rourke comme progressiste ou libéral,. Pendant son mandat au Congrès, O'Rourke est membre de la Coalition néo-démocrate, une organisation favorable au monde des affaires. En 2013, le magazine National Journal donne à O'Rourke, une idéologie à 85 % libérale et à 15 % conservatrice. S'exprimant à ce sujet, O'Rourke dit qu'il ne sait pas où il se trouve sur l'échiquier politique. Il a parrainé des projets de loi bipartisans et rompu avec son parti sur des questions telles que le commerce. GovTrack place O'Rourke au sein de l'idéologie centriste du parti démocrate. Selon FiveThirtyEight, qui suit les registres des votes du Congrès, O'Rourke a voté dans le même sens que Donald Trump 30,1 % du temps lors du 115e Congrès.

### Éducation
O'Rourke est en faveur d'une augmentation de l'aide fédérale aux écoles publiques des communautés à faible revenu. Il estime que les enseignants et les responsables locaux de l'éducation devraient disposer d'une plus grande autonomie pour définir des normes de salle de classe en mettant moins l'accent sur les « tests arbitraires à enjeux élevés ».

### Drogues
O'Rourke s'oppose à la War on Drugs, notamment en raison de ses conséquences négatives pour la ville jumelle d'El Paso, Ciudad Juárez. Il se prononce en faveur de la légalisation de la marijuana. Il rédige un livre sur le sujet en 2011, intitulé Dealing Death and Drugs.

### Environnement
Avant d'être élu au conseil municipal, O'Rourke a rejoint les efforts entrepris par le quartier et les centres communautaires, pour empêcher la réouverture des installations locales de l'entreprise minière ASARCO. Une fois au conseil municipal, il a continué à plaider pour que la fonderie de cuivre reste fermée.
O'Rourke soutient les efforts de lutte contre le réchauffement climatique. Il a préconisé de fixer un prix sur les émissions de carbone et souhaite augmenter considérablement l'utilisation des énergies renouvelables. Il a vivement critiqué la suppression par le gouvernement Trump des réglementations sur les gaz à effet de serre ainsi que la réduction du budget alloué aux projets environnementaux.

### Armes à feu
Beto O'Rourke est favorable à un contrôle renforcé de la vente des armes à feu. Il souhaite rétablir l'interdiction de la vente des fusils d'assaut et veut contraindre les détenteurs de ces fusils à les revendre aux autorités.

### Politique étrangère
O'Rourke qualifie de « provocateur » le déménagement de l'ambassade américaine à Jérusalem. Il déclare que les États-Unis devraient soutenir un accord de paix qui exhorterait Israël à mettre fin à ses colonies en Cisjordanie et à aider l'Autorité palestinienne à négocier de bonne foi et à reconnaître le droit d'Israël d'exister.
En juillet 2018, O'Rourke déclare que la performance de Trump lors de sa participation au sommet Russie-États-Unis de 2018 à Helsinki, méritait une destitution.